# Mushwabure
Mushwabure är ett vattendrag i Burundi.   Det ligger i provinsen Mwaro, i den centrala delen av landet, 50 km öster om huvudstaden Bujumbura.
I omgivningarna runt Mushwabure växer huvudsakligen savannskog. Runt Mushwabure är det ganska tätbefolkat, med 230 invånare per kvadratkilometer.